# Житорадже
Житорадже (на сръбски: Житорађе или Žitorađe) е село в Югоизточна Сърбия, Пчински окръг, община Владичин хан.

## Население
Според преброяването на населението от 2011 г. селото има 1436 жители.

### Етнически състав
Данните за етническия състав на населението са от преброяването през 2002 г.
- сърби – 1222 жители
- цигани – 96 жители
- югославяни – 7 жители
- руснаци – 5 жители
- българи – 3 жители
- черногорци – 2 жители
- македонци – 1 жител
- неизяснени – 3 жители